# Carlo Margottini
Carlo Margottini (* 19. Januar 1899 in Rom; † 12. Oktober 1940 bei Kap Passero, Sizilien) war ein italienischer Marineoffizier.

## Militärische Laufbahn
Margottini wurde von 1913 bis 1916 an der Marineakademie in Livorno ausgebildet und diente danach auf verschiedenen Kriegsschiffen, darunter auf dem Schlachtschiff Conte di Cavour. Im November 1918 wurde er Adjutant des italienischen Gouverneurs in Dalmatien, Admiral Enrico Millo.
Zwischen den beiden Weltkriegen befehligte er ein U-Boot- und ein Torpedobootgeschwader. 1936 nahm er im Auftrag der italienischen Regierung an einer Flottenkonferenz in London teil. Während des Spanischen Bürgerkrieges war er an der Besetzung von Ibiza beteiligt und organisierte dann dort die italienische Militärverwaltung. Im Anschluss ging er als Marineattaché nach Paris.
Im Zweiten Weltkrieg befehligte er ein Zerstörergeschwader, mit dem er am 9. Juli 1940 an der Seeschlacht bei Punta Stilo teilnahm. Im Verlauf der Schlacht griff er mit seinem Flaggschiff RN Artigliere und den anderen Schiffen seines Geschwaders wiederholt starke britische Kräfte an.
Am 11. Oktober 1940 erhielt Margottini den Auftrag, mit der Artigliere und seinem 11. Zerstörergeschwader zusammen mit dem 1. Torpedobootgeschwader einen nächtlichen Aufklärungseinsatz südlich von Sizilien durchzuführen. Dabei stieß er am 12. Oktober um 1.40 Uhr auf den mit Radar ausgestatteten britischen Kreuzer Ajax, den Margottini sofort angriff. Obwohl der Zerstörer Artigliere durch britisches Feuer in Brand geschossen worden war, gelang es dem schwer verwundeten Margottini und seiner Besatzung noch, mit vier Salven den britischen Kreuzer zu beschädigen. Margottini starb kurz nach dem Gefecht auf der Brücke der Artigliere, die am Vormittag des 12. Oktobers nach einem vergeblichen Schleppversuch bei Kap Passero vom britischen Kreuzer York versenkt wurde. Die York wurde wenige Monate später in der Suda-Bucht (Kreta) durch eine Spezialeinheit von Luigi Faggioni zerstört.
Nach dem Krieg benannte die italienische Marine eine Fregatte (F 595; 1960–1988) der Bergamini-Klasse nach Carlo Margottini. Das zweite italienische Schiff der neuen FREMM-Fregatten (F 592), das 2013 in Dienst gestellt wurde, trägt ebenfalls seinen Namen.
Den Namen von Margottinis Zerstörer Artigliere trägt derzeit eine Fregatte der Lupo-Klasse.
| Personendaten    | Personendaten                |
| ---------------- | ---------------------------- |
| NAME             | Margottini, Carlo            |
| KURZBESCHREIBUNG | italienischer Marineoffizier |
| GEBURTSDATUM     | 19. Januar 1899              |
| GEBURTSORT       | Rom                          |
| STERBEDATUM      | 12. Oktober 1940             |
| STERBEORT        | Kap Passero, Sizilien        |